# لمزاوير (أهل أنكاد)
لمزاوير هي إحدى مشيخات المملكة المغربية، تتبع جغرافيا لعمالة وجدة أنكاد وإداريًا لأهل أنكاد. يقدر عدد سكانها بـ 6139 نسمة حسب الإحصاء الرسمي للسكان والسكنى لسنة 2004.